# Christoph Schaufert
Christoph Rudolf Schaufert (* 1969 in Neunkirchen) ist ein deutscher Politiker (AfD). Seit 2022 ist er Abgeordneter im Landtag des Saarlandes.

## Leben
Schaufert studierte Vor- und Frühgeschichte, Klassische Archäologie und Mittelalterliche Geschichte. Er schloss sein Studium mit dem Magister Artium ab. Er war von 2001 bis 2010 projektbezogener Angestellter verschiedener Landesdenkmalämter und von 2010 bis 2018 war er freiberuflich Betreiber einer Grabungsfirma (Schaufert Archäologie Service). Bis zu seinem Einzug in den Landtag war er als wissenschaftlicher Mitarbeiter der Landtagsfraktion der AfD im Landtag des Saarlandes tätig.
Schaufert ist verheiratet und hat vier Kinder.

## Politik
Schaufert war 20 Jahre Mitglied der CDU und anschließend 10 Jahre parteilos. Seit Anfang 2016 ist er Mitglied der AfD. Seit 2019 ist er Mitglied des Stadtrates von Neunkirchen und Mitglied des Kreistages des Landkreises Neunkirchen. Er kandidierte bei der Oberbürgermeisterwahl in Neunkirchen im Rahmen der Kommunalwahlen im Saarland 2019, erhielt im ersten Wahlgang 8,6 Prozent der Stimmen und verpasste den Einzug in die Stichwahl. Beim Landesparteitag der AfD Saarland am 3. Oktober 2020 kandidierte er für den Landesvorsitz. Er unterlag Christian Wirth und wurde zu einem der beiden stellvertretenden Parteivorsitzenden gewählt. 
Nachdem eine bereits eingereichte Landesliste für die Landtagswahl im Saarland 2022 kurzfristig zurückgezogen worden war, konnte die AfD nur über Kreiswahllisten gewählt werden. Der Bundesvorstand der AfD leitete im Januar 2022 gegen vier dafür Verantwortliche, darunter Schaufert, Parteiausschlussverfahren ein. 
Bei der Landtagswahl am 27. März 2022 erhielt er im Wahlkreis Neunkirchen 5,9 % der Stimmen und zog über die AfD-Landesliste in den 17. Landtag des Saarlandes ein.

## Konflikte
Christoph Schaufert ist römisch-katholisch. Er war bis April 2024 ehrenamtlich gewähltes Mitglied im Verwaltungsrat der Pfarrgemeinde St. Marien (Neunkirchen (Saar)).  Bei ihrer Frühjahrsvollversammlung im Februar 2024 erklärte die Deutsche Bischofskonferenz unter dem Titel „Völkischer Nationalismus und Christentum sind unvereinbar“, dass „rechtsextreme Parteien und solche, die am Rande dieser Ideologie wuchern“, für Christen kein Ort ihrer politischen Betätigung sein könnten; sie seien für Christen auch nicht wählbar und mit einem haupt- oder ehrenamtlichen Dienst in der Kirche unvereinbar. Dabei wurde die AfD ausdrücklich genannt. Daraufhin stellte die Pfarrgemeinde beim zuständigen Bistum Trier den Antrag, Schaufert aus diesem Kirchenamt auszuschließen.
Am 17. April 2024 sagte Generalvikar Ulrich von Plettenberg, es gebe keine Vertrauensbasis mehr für Schauferts Mitarbeit in einem kirchlichen Ehrenamt. Er werde mit sofortiger Wirkung als Mitglied des Verwaltungsrates der Pfarrei entlassen und sei „bis auf Weiteres nicht mehr für ein solches Amt wählbar“. Als „Gesicht einer Partei, die dem christlichen Menschenbild widersprechende Haltungen vertritt“, schade Schaufert der Glaubwürdigkeit der Kirche. Schaufert legte gegen die Entlassung Beschwerde beim Bistum ein, die dort geprüft wird.

## Veröffentlichungen (Auswahl)
- Hochmittelalterlicher Misthaufen. In: Archäologie in Deutschland 2005, 3, S. 58.